# Feliks Turski
Feliks Paweł Turski (Czarnocin, 14 januari 1729 - Krakau, 31 maart 1800) was de 66e bisschop van Krakau, bisschop van Chełm en Łuck, prins-bisschop van Siewierz, Ridder in de Orde van de Witte Adelaar en senator.

## Biografie
Feliks Turski was een telg van het Poolse heraldische clan Rogala. Zijn vader was Mikołaj Turski.
Turski werd in 1766 verheven tot Ridder in de Orde van Sint-Stanislaus en in 1773 tot Ridder in de Orde van de Witte Adelaar.
De bisschop gaf in 1771 toestemming voor de oprichting van een seminarie van de Congregatie der Missie in Tykocin. Zijn broer Martin Jozef Turski werd aangesteld als overste. Turski verplaatste in 1796 de Italiaanse Broederschap in Krakau van de Franciscanenkerk naar de Sint-Barbarakerk.
Hij financierde de Kościuszko-opstand met de schatkist van het bisdom van Krakau, maar was zelf gedurende die periode niet in de stad.
Turski was de laatste prins-bisschop van Siewierz en verliet in 1800 het kasteel aldaar. Niet veel later stierf hij in Krakau waar hij in de Wawelkathedraal werd begraven.

## Bezittingen

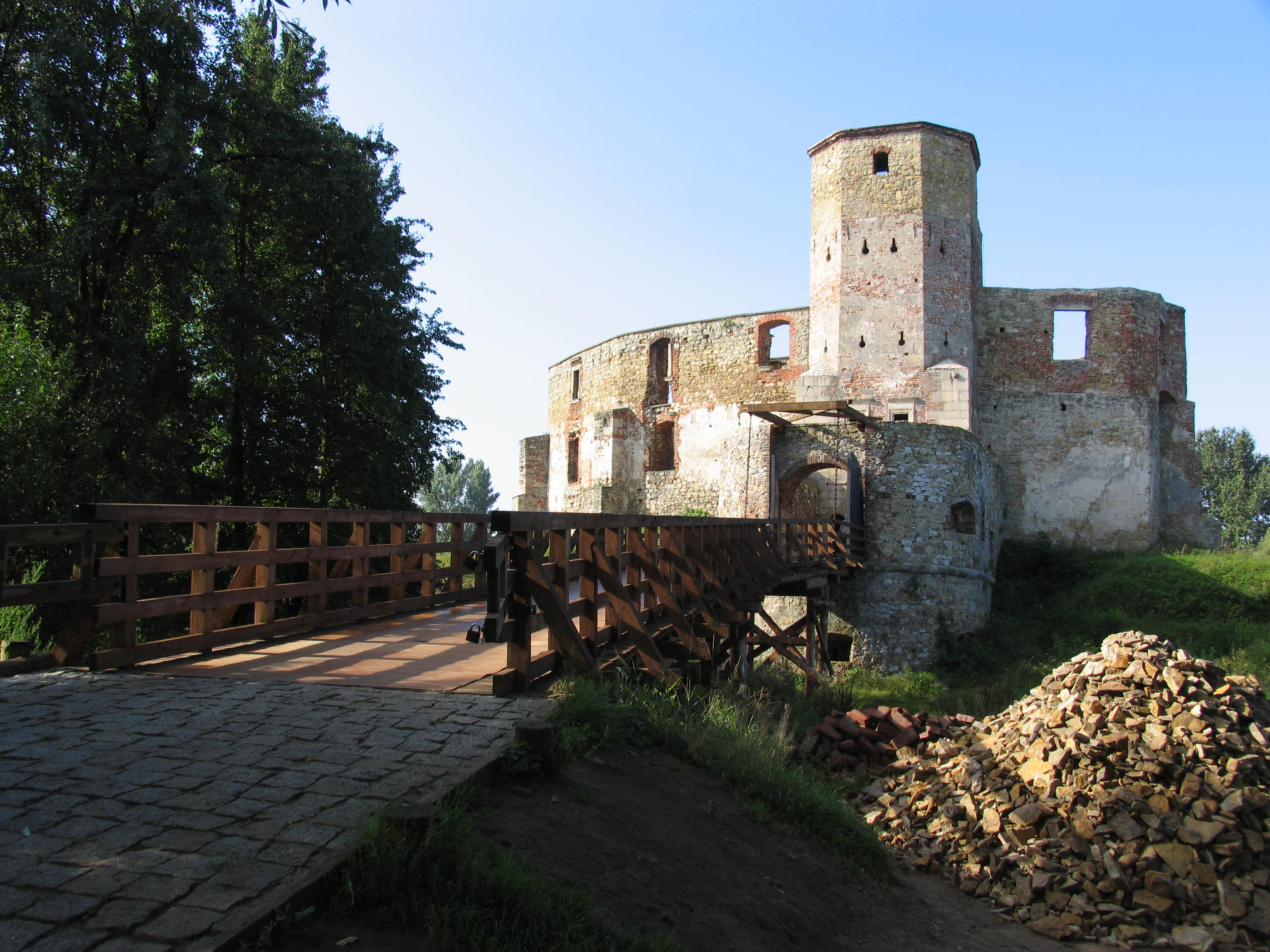
Bisschoppelijk kasteel van Siewierz

- International Standard Name Identifier: 0000 0003 7084 3962
- Virtual International Authority File: 250233301